# Makiura Yuji
Yuji Makiura (sinh ngày 14 tháng 4 năm 1986) là một cầu thủ bóng đá người Nhật Bản.

## Sự nghiệp câu lạc bộ
Yuji Makiura đã từng chơi cho Fagiano Okayama.